# Иглоносцы
Иглоносцы (лат. Capulidae) — семейство морских брюхоногих моллюсков. Относительно малочисленное семейство, распространённое в приполярных морях.

## Описание
Раковина у представителей семейства — небольшого размера, тонкостенная, покрытая мощным слоем периостракума. Форма раковин различная. Окраска преимущественно одноцветная. Скульптура поверхности раковины часто с игловидными или щетинкоподобными выростами на спиральных рёбрах. Некоторые представители семейства имеют колпачковидную раковину и существуют в симбиотических отношениях с двустворчатыми моллюсками, располагаясь на краю их раковины, собирая детрит, фильтрующийся ими. Устье раковины снизу угловатое. Оперкулум роговый.

## Классификация
В составе семейства включает следующие роды:
- Ariadnaria Habe, 1961
- Capulus Montfort, 1810
- Cerithioderma  Conrad, 1860
- Ciliatotropis Golikov, 1986
- Discotrichoconcha Powell, 1951
- Echinospira Girotti, 1970
- Hyalorisia Dall, 1889
- Icuncula Iredale, 1924
- Krebsia Montfort, 1810
- Lippistes  Montfort, 1810
- Lyocyclus Thiele, 1925
- Neoiphinoe  Habe, 1978
- Malluvium Melvill, 1906
- Rufodardanula Ponder, 1965
- Separatista Gray, 1847
- Torellia Lovén in Jeffreys, 1867
- Trichamathina Habe, 1962
- Trichosirius Finlay, 1926
- Trichotropis Broderip & G. B. Sowerby I, 1829
- Turritropis Habe, 1961
- Zelippistes Finlay, 1927